# Аеродроми у Пољској
Ово је списак од аеродрома у Пољској коришћених у путничком саобраћају, сортираних према њиховој локацији.
| Град        | Локација                     | Војводство       | ИАТА код | ИКАО код | Име аеродрома                    | Путнички саобраћај (2011)          | Званична страница                                                   |
| ----------- | ---------------------------- | ---------------- | -------- | -------- | -------------------------------- | ---------------------------------- | ------------------------------------------------------------------- |
| Бидгошч     | Шведерово                    | Кујавско-Поморје | BZG      | EPBY     | Аеродром Игнаци Јан Падеревски   | 268.360                            | www.plb.pl                                                          |
| Варшава     | Модлин, Нови Двор Мазовјецки | Мазовско         | WMI      | EPMO     | Аеродром Мазовјецки (у изградњи) | планирани отварање: јул 2012''     | www.modlinairport.pl                                                |
| Варшава     | Окецје                       | Мазовско         | WAW      | EPWA     | Аеродром Фредерик Шопен          | 9.322.485                          | www.lotnisko-chopina.pl                                             |
| Вроцлав     | Страховице                   | Доње Шлеско      | WRO      | EPWR     | Аеродром Никола Коперник         | 1.606.222                          | www.airport.wroclaw.pl                                              |
| Гдањск      | Ребјехово                    | Поморје          | GDN      | EPGD     | Аеродром Лех Валенса             | 2.449.702                          | www.airport.gdansk.pl                                               |
| Гдиња       | Косаково                     | Поморје          | QYD      | EPOK     | Аеродром Гдиња (у изградњи)      | планирани отварање: крајем 2012    | www.airport.gdynia.pl Архивирано на веб-сајту (11. април 2012)      |
| Жешов       | Јасјонка                     | Поткарпатје      | RZE      | EPRZ     | Аеродром Жешов                   | 487.740                            | www.rzeszowairport.pl                                               |
| Зелена Гора | Бабимост                     | Лубуш            | IEG      | EPZG     | Аеродром Зелена Гора             | 6.940                              | www.lotnisko.lubuskie.pl Архивирано на веб-сајту (29. март 2012)    |
| Катовице    | Пижовице                     | Шлеско           | KTW      | EPKT     | Аеродром Катовице                | 2.500.984                          | www.katowice-airport.com                                            |
| Краков      | Балице                       | Малопољско       | KRK      | EPKK     | Аеродром Јован Павле II          | 2.994.359                          | www.krakowairport.pl                                                |
| Лођ         | Лублинек                     | Лођ              | LCJ      | EPLL     | Аеродром Владислав Рејмонт       | 390.261                            | www.airport.lodz.pl Архивирано на веб-сајту (14. април 2012)        |
| Лублин      | Свидњик                      | Лублин           | LUZ      | EPLB     | Аеродром Лублин (у изградњи)     | планирани отварање: септембар 2012 | www.airport.lublin.pl                                               |
| Познањ      | Лавица                       | Великопољско     | POZ      | EPPO     | Аеродром Хенрик Вијењавски       | 1.425.865                          | www.airport-poznan.com.pl Архивирано на веб-сајту (21. август 2008) |
| Шчећин      | Голењов                      | Западно Поморје  | SZZ      | EPSC     | Аеродром „Солидарност“           | 258.217                            | www.airport.com.pl                                                  |